# Torregassa (Olius)
|  | Aquest article tracta sobre aquest topònim del municipi d'Olius. Vegeu-ne altres significats a «Torregassa (desambiguació)». |

La Torregassa és una muntanya de 938 metres que es troba al municipi d'Olius, a la comarca catalana del Solsonès. Al cim hi ha dos vèrtex geodèsics (referències 272097001 i 272097002 de l'ICC).